# Rów Czagos
Rów Czagos – rów oceaniczny położony w środkowej części Oceanu Indyjskiego. Ciągnie się z północy na południe, na wschód od wysp Czagos, na długości około 700 kilometrów. Osiąga głębokości do 5408 (według innych źródeł 5431) metrów.